# آیلند ویو (مینه‌سوتا)
آیلند ویو (به انگلیسی: Island View) یک منطقهٔ مسکونی در ایالات متحده آمریکا است که در شهرستان کوچی‌چینگ واقع شده‌است. آیلند ویو ۳۴۹٫۹۱ متر بالاتر از سطح دریا واقع شده‌است.